# Hangyászmadárfélék

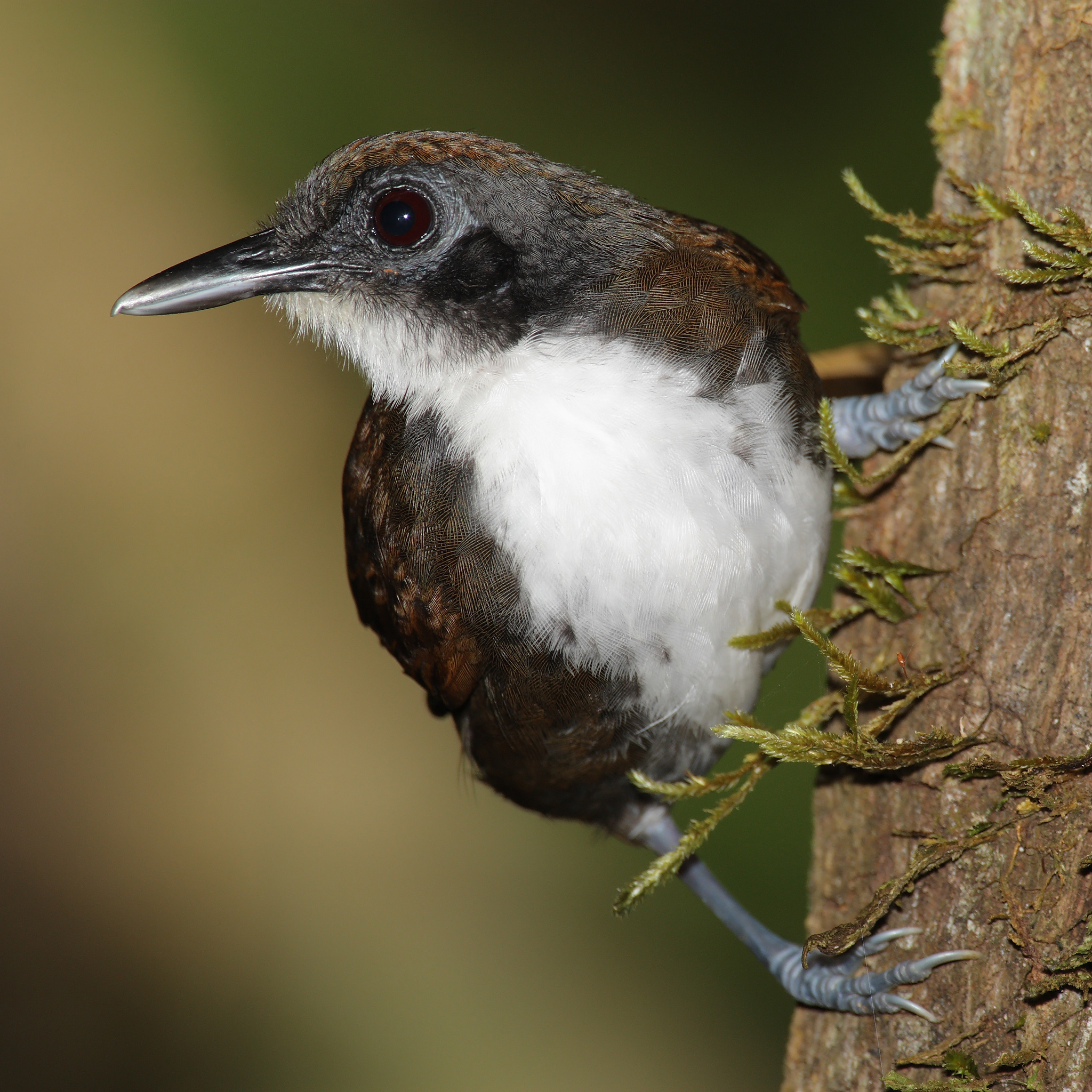
Gymnopithys bicolor

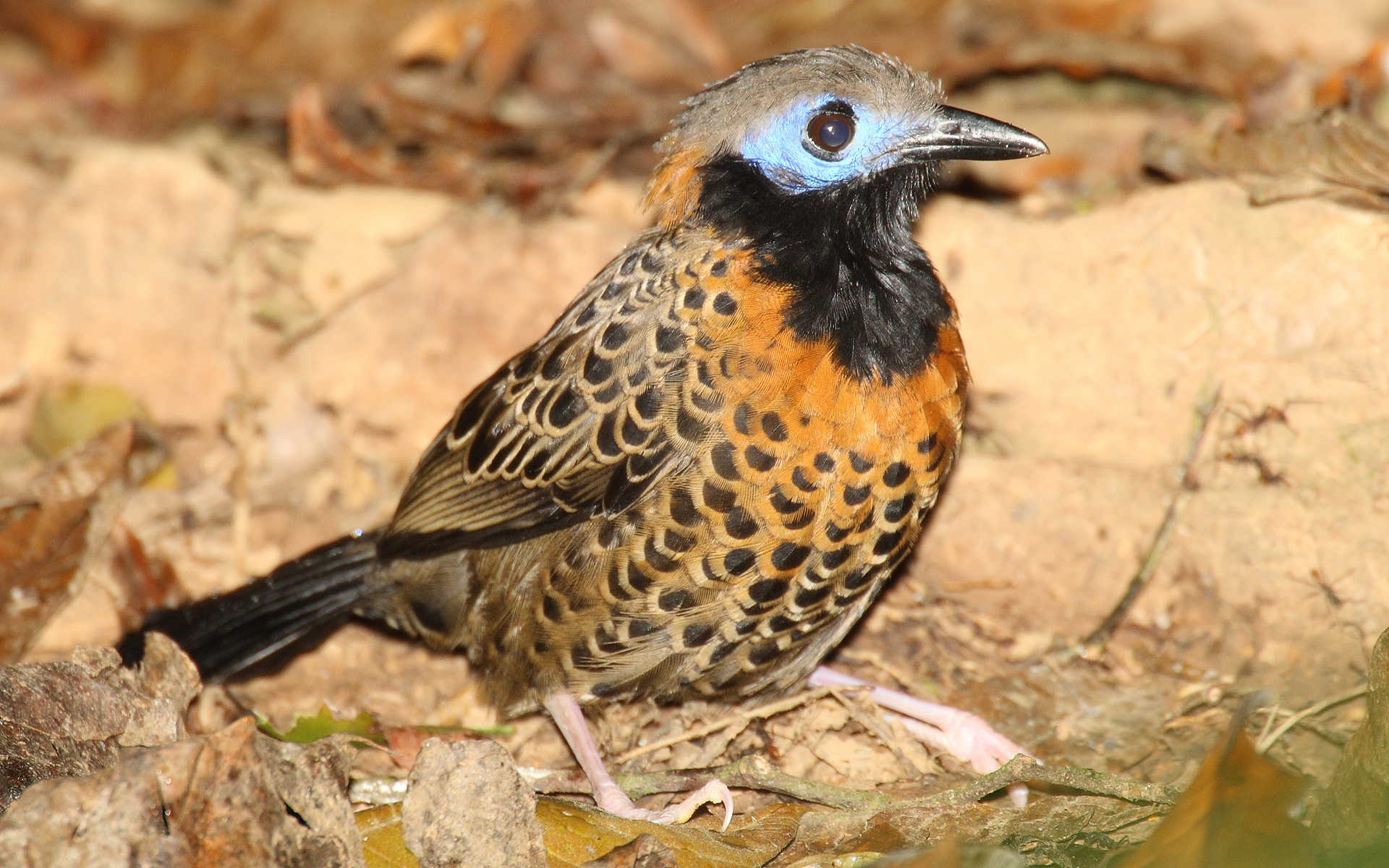
Pávaszemes hangyászmadár (Phaenostictus mcleannani)

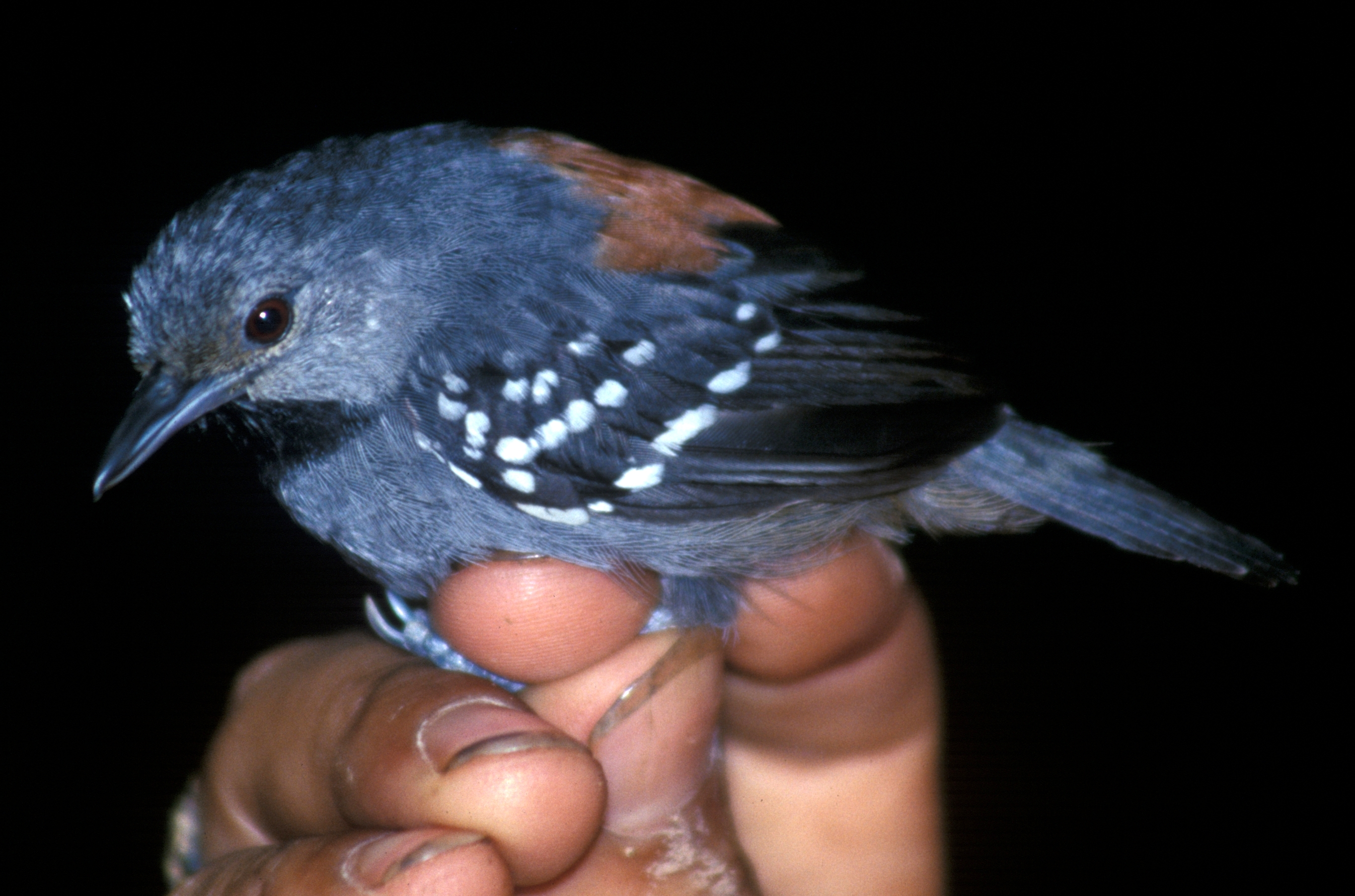
Epinecrophylla ornata

A hangyászmadárfélék (Thamnophilidae) a madarak osztályának verébalakúak (Passeriformes) rendjébe tartozó család.

## Előfordulásuk
Közép-Amerikától Dél-Amerikáig, Mexikótól Argentínáig honosak. A fajok túlnyomó része a trópusokon él. Többnyire alföldi esőerdőkben élnek, csak egyes fajok találhatóak meg 2000 méter magasságban, 3000 méter magasságban egyik sem. A legtöbb faj az Amazonas-medencében él.

## Megjelenésük
A hangyászmadarak egy kicsi és közepes méretű madarakból álló csoport. A legnagyobb fajnak testhossza 45 centiméter, testsúlya 150 gramm, míg a legkisebb fajnak testhossza 8 centiméter, testsúlya 7 gramm. Szárnyaik rövidek, lekerekítettek. Lábaik nagyok, erősek. Tollazatuk feltünő és környezetbe illő. A leggyakoribb színek a fekete, fehér, barna, vörös és gesztenye. Tollazatmintájuk lehet egyszínű vagy foltozott. A nemek tollazata különbözik, a hímeknél a szürke, fekete és a fehér szín dominál, míg a tojóknál a vörös, a barna és a gesztenye.

## Életmódjuk
Követik a vándorhangyákat és az azok által felzavart rovarokkal táplálkoznak. Jellegzetesen függőleges ágon egyensúlyozva várakoznak, majd alábukva kapják el zsákmányukat. Emellett gyakran esznek pókokat, skórpiókat és százlábúakat. A nagyobb fajok esznek békát és gyíkot is, de ez nem jellemző a családra. Egyéb táplálékuk a gyümölcsök, a tojás és a meztelencsiga.

## Szaporodásuk
A fészket mindkét szülő építi, bár egyes fajoknál csak a hímre hárul a munka. A fészket gallyakból, levelekből, elhalt növénti rostokból készítik. Két féle képen helyezik el a fészket, vagy feltűzik, vagy ágvillára készítik. Majdnem minden fajnál a fészekalj 2 tojásból áll, néhány fajnál 3-ból. Mindkét szülő részt vesz a költésben, de éjjel csak a tojók melegíti a tojásokat. A fiókák 14–16 nap után kelnek ki, de egyes fajnál 20 nap után. A napos csibék csupaszok és vakok.

## Rendszerezésük
A családba az alábbi alcsaládok és nemek tartoznak:

### Myrmornithinae
A Myrmornithinae alcsaládba 3 nemet sorolnak:
- Myrmornis – 1 faj
- Thamnistes – 2 faj
- Pygiptila – 1 faj

### Euchrepomidinae
A Euchrepomidinae alcsaládba 1 nemet sorolnak:
- Euchrepomis – 4 faj

### Thamnophilinae
A Thamnophilinae alcsaládba 5 nemzetségeket és 46 nemet sorolnak:
- Microrhopiini
  - Myrmorchilus - 1 faj
  - Aprositornis - 1 faj
  - Myrmophylax - 1 faj
  - Ammonastes - 1 faj
  - Microrhopias - 1 faj
  - Neoctantes - 1 faj
  - Clytoctantes - 2 faj
  - Epinecrophylla
- Formicivorini
  - Terenura - 2 faj
  - Myrmotherula - 25 faj
  - Neorhopias  – 1 faj
  - Formicivora – 8 faj
  - Stymphalornis – 1 faj

- Thamnophilini
  - Isleria
  - Thamnomanes – 4 faj
  - Xenornis – 1 faj
  - Megastictus – 1 faj
  - Dichrozona – 1 faj
  - Megastictus 1 faj
  - Dysithamnus – 8 faj
  - Rhopias
  - Herpsilochmus – 14 faj
  - Taraba – 1 faj
  - Cymbilaimus – 2 faj
  - Hypoedaleus – 1 faj
  - Batara  – 1 faj
  - Mackenziaena – 2 faj
  - Frederickena – 2 faj
  - Sakesphorus  – 3 faj
  - Biatas – 1 faj
  - Thamnophilus – 26 faj

- Pyriglenini
  - Myrmoderus – 4 faj
  - Hypocnemoides  – 2 faj
  - Hylophylax – 3 faj
  - Poliocrania – 1 faj
  - Ampelornis – 1 faj
  - Sipia – 4 faj
  - Sclateria – 1 faj
  - Myrmelastes – 8 faj
  - Myrmeciza – 1 faj
  - Myrmoborus – 5 faj
  - Gymnocichla – 1 faj
  - Rhopornis – 1 faj
  - Pyriglena – 3 faj
  - Percnostola  – 2 faj
  - Akletos  – 5 faj

- Hypocnemidini
  - Phaenostictus – 1 faj
  - Pithys  – 2 faj
  - Willisornis – 1 faj
  - Phlegopsis – 3 faj
  - Oneillornis – 2 faj
  - Gymnopithys – 3 faj
  - Rhegmatorhina  – 5 faj
  - Cercomacra  12 faj
  - Cercomacroides
  - Hypocnemis – 2 faj
  - Drymophila

## Fordítás
- Ez a szócikk részben vagy egészben  az   Antbird című angol Wikipédia-szócikk fordításán alapul.  Az eredeti cikk szerkesztőit annak laptörténete sorolja fel. Ez a jelzés csupán a megfogalmazás eredetét és a szerzői jogokat jelzi, nem szolgál a cikkben szereplő információk forrásmegjelöléseként.